# Volvo Duett
La Duett est une automobile produite par le constructeur suédois Volvo entre 1953 et 1969.
Le nom « Duett » devait désigner une voiture qui pouvait être utilisée comme véhicule professionnel pendant la semaine et comme confortable berline après le travail.
La Duett fut produite en trois styles de carrosserie : le break, la fourgonnette, et, en petit nombre, un châssis presque nu, sans carrosserie après la lunette arrière.

## Châssis en échelle
La conception est basée sur la Volvo PV berline et partage son moteur et sa suspension avant. Contrairement à la PV, qui avait une conception monocoque et une suspension arrière à ressorts hélicoïdaux, la Duett utilise un châssis en échelle avec des ressorts à lames à l'arrière.

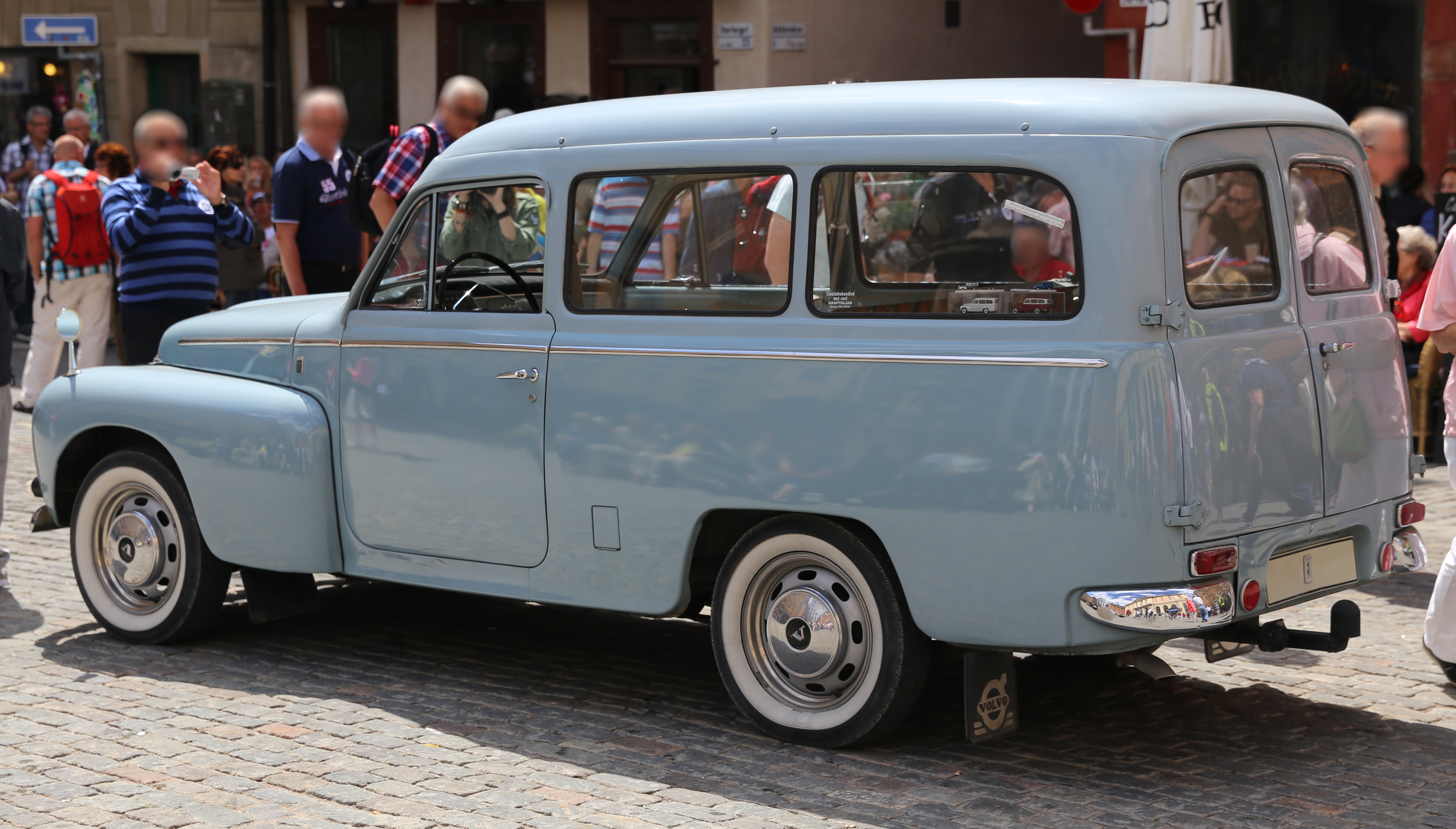
Une Volvo Duett de 1965 (21134E).

Alors que la Duett fut critiquée pour sa conception régressive par ceux qui soulignent que le châssis en échelle de la voiture est basé sur la première voiture Volvo démunie de sa carrosserie, l'utilisation d'un châssis séparé permit à Volvo de produire un véhicule commercial adéquat. La disponibilité des châssis semi-nus a également permis aux carrossiers suédois tels que Grip, Valbo et Nordbergs de construire des camionnettes basées sur des Duett, des convertibles et de nombreux autres véhicules spécialisés. La polyvalence de la conception à châssis-échelle fit également de la Duett un choix populaire comme base de personnalisation de véhicules, tels que les hot rods et les tracteurs EPA.
La Duett était la seule automobile commercialisée par Volvo aux États-Unis ayant un châssis séparé. Tous les autres modèles étaient de construction monocoque.

## Désignations de modèles

### PV445
La carrosserie du PV445 était basée sur la berline PV444 et partageait son pare-brise en deux pièces à plat.

### P210
La P210 remplaça la P445 à l'automne 1960. Elle se distingue de la PV445 par son utilisation d'un pare-brise incurvé d'une seule pièce, qu'elle partage avec la PV544.

## Disparition et remplacement
La dernière P210 sortit de la chaîne en 1969, quatre ans après la fin de la production de la PV544 sur laquelle elle se fondait. La Duett a été remplacée par la Volvo Amazon familiale.

## Galerie

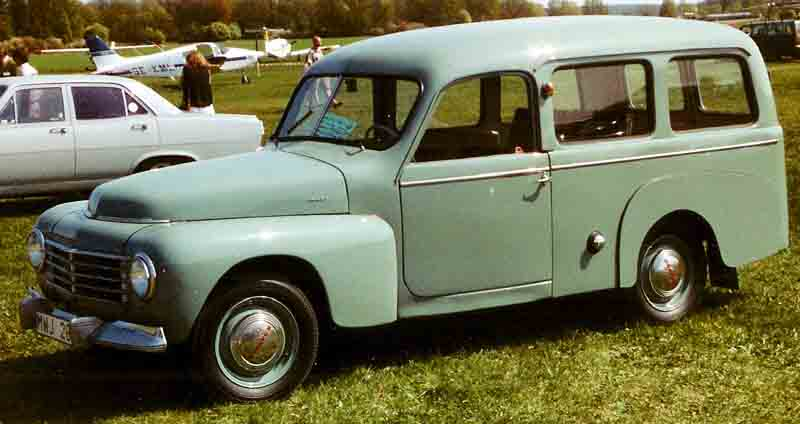
Volvo PV445.
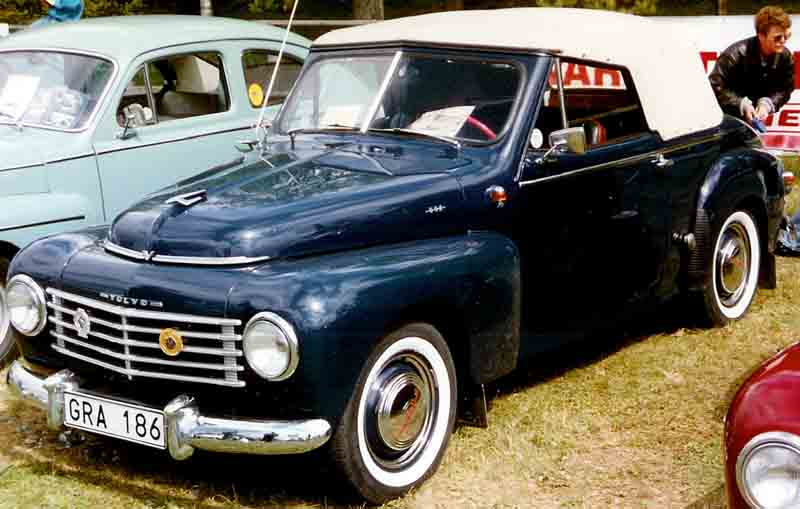
Volvo PV445 Cabriolet 1952.
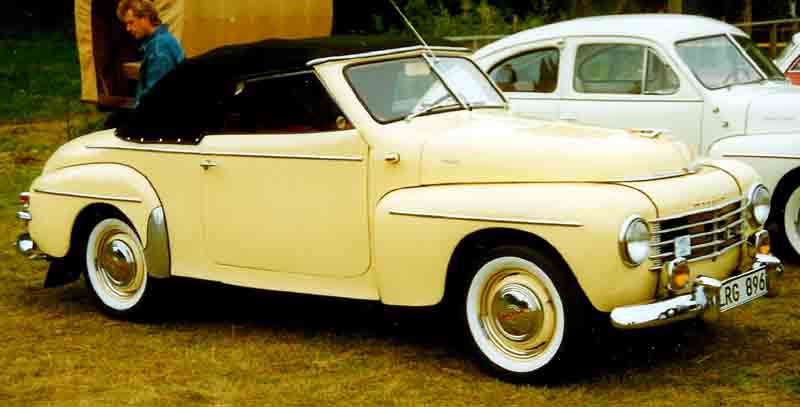
Volvo PV445 Cabriolet 1953.
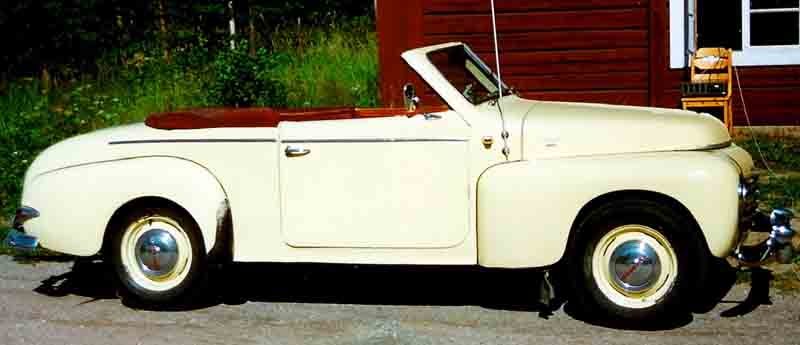
Volvo PV445 Cabriolet.
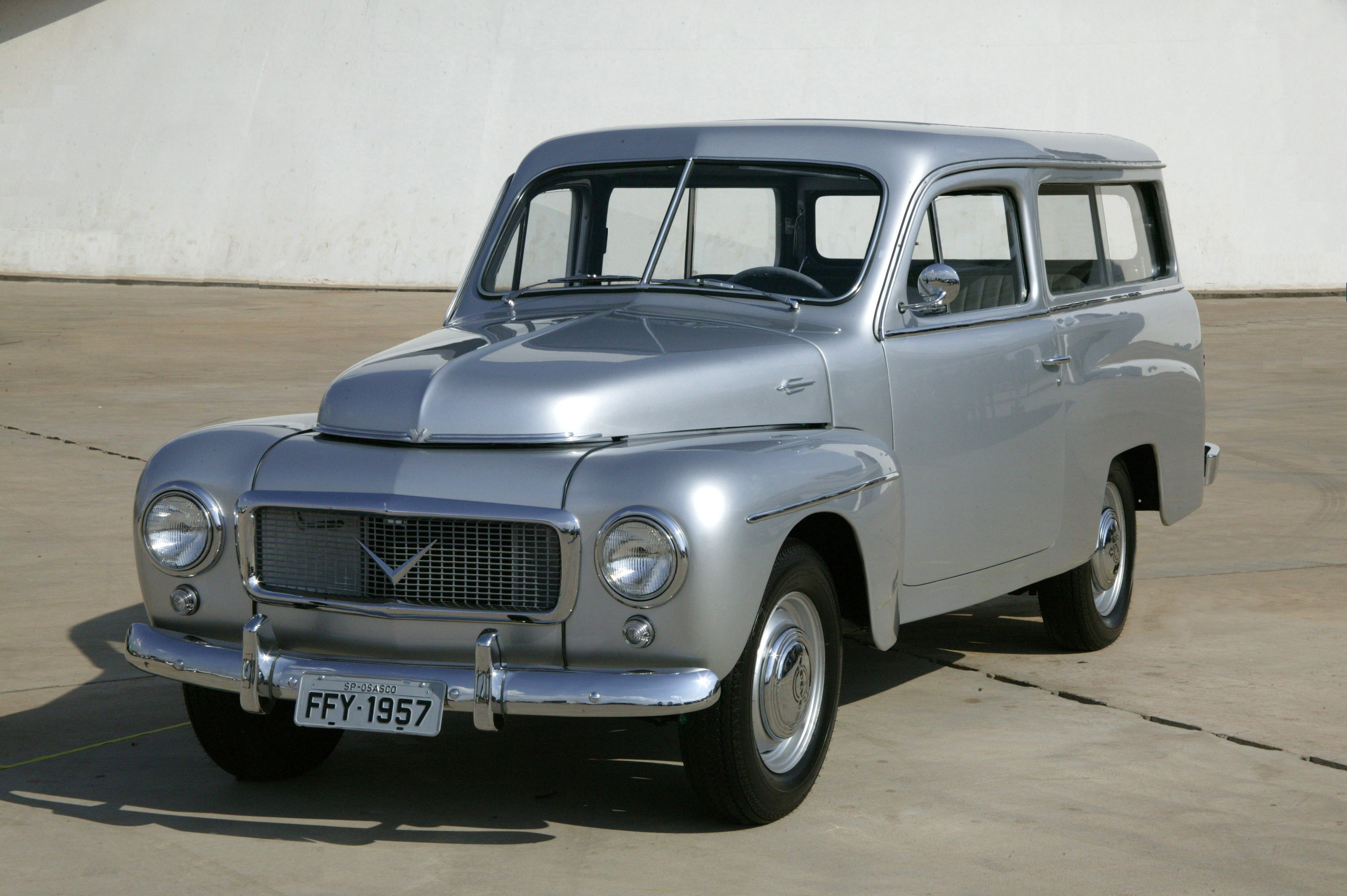
1957 Volvo PV445 assembled in Rio de Janeiro by Carbrasa.
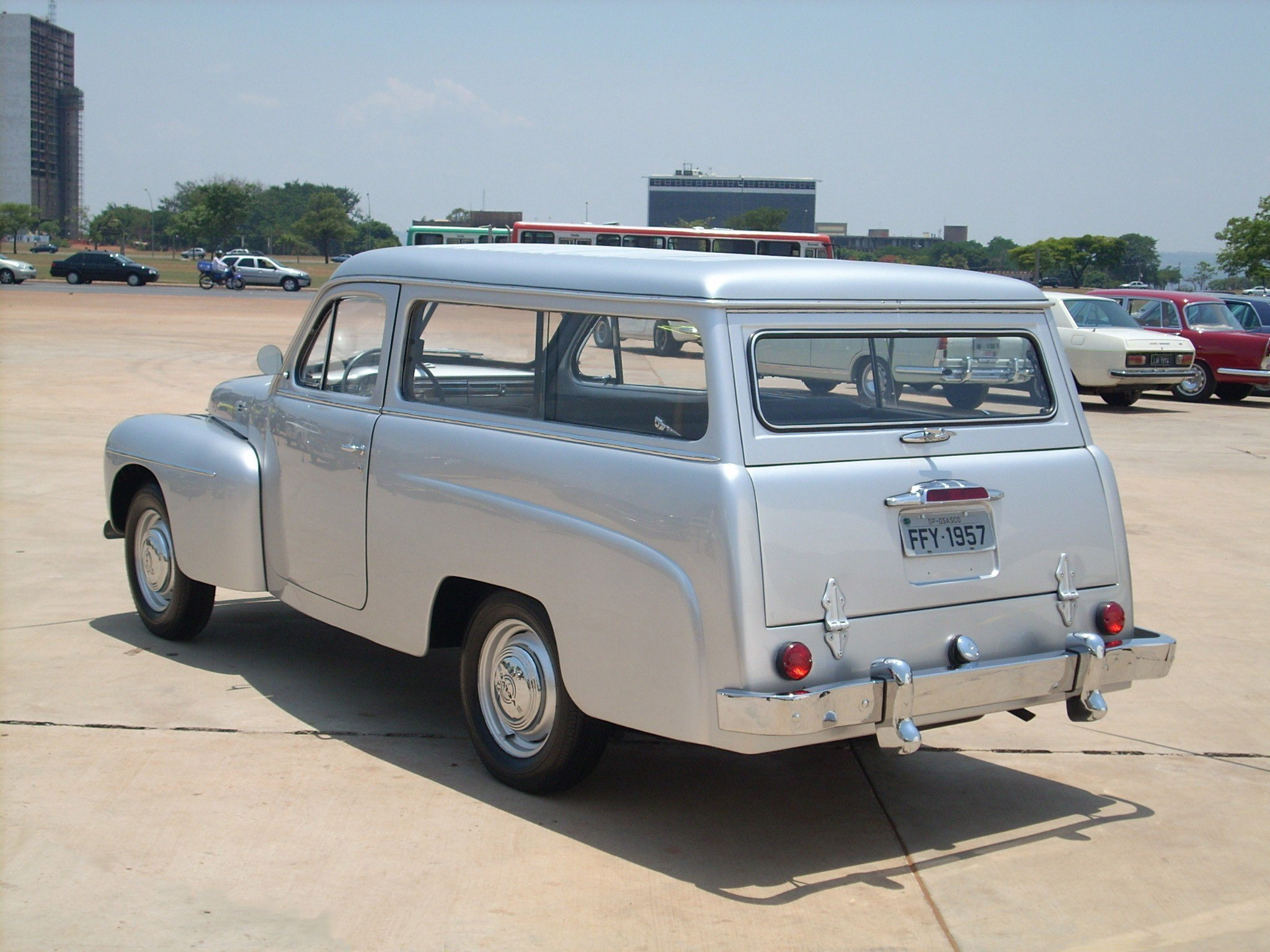
Rear view of Carbrasa-assembled Volvo PV445.
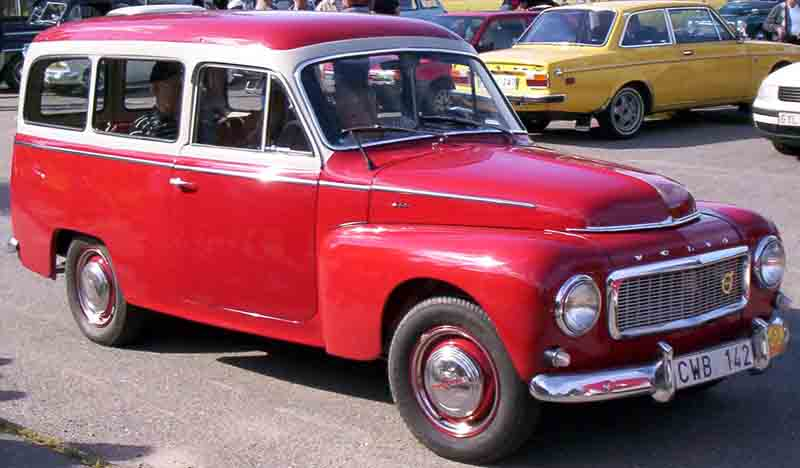
Volvo 21134 A Duett 1960.
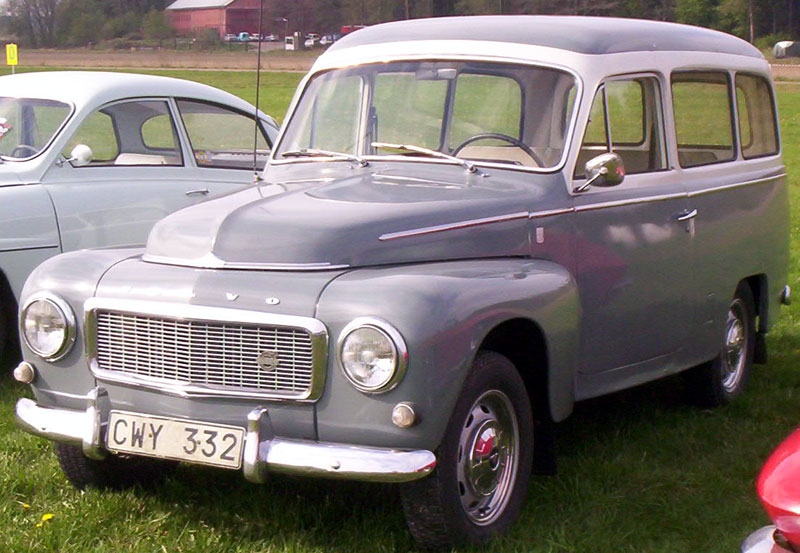
Volvo 21134 F 1966.
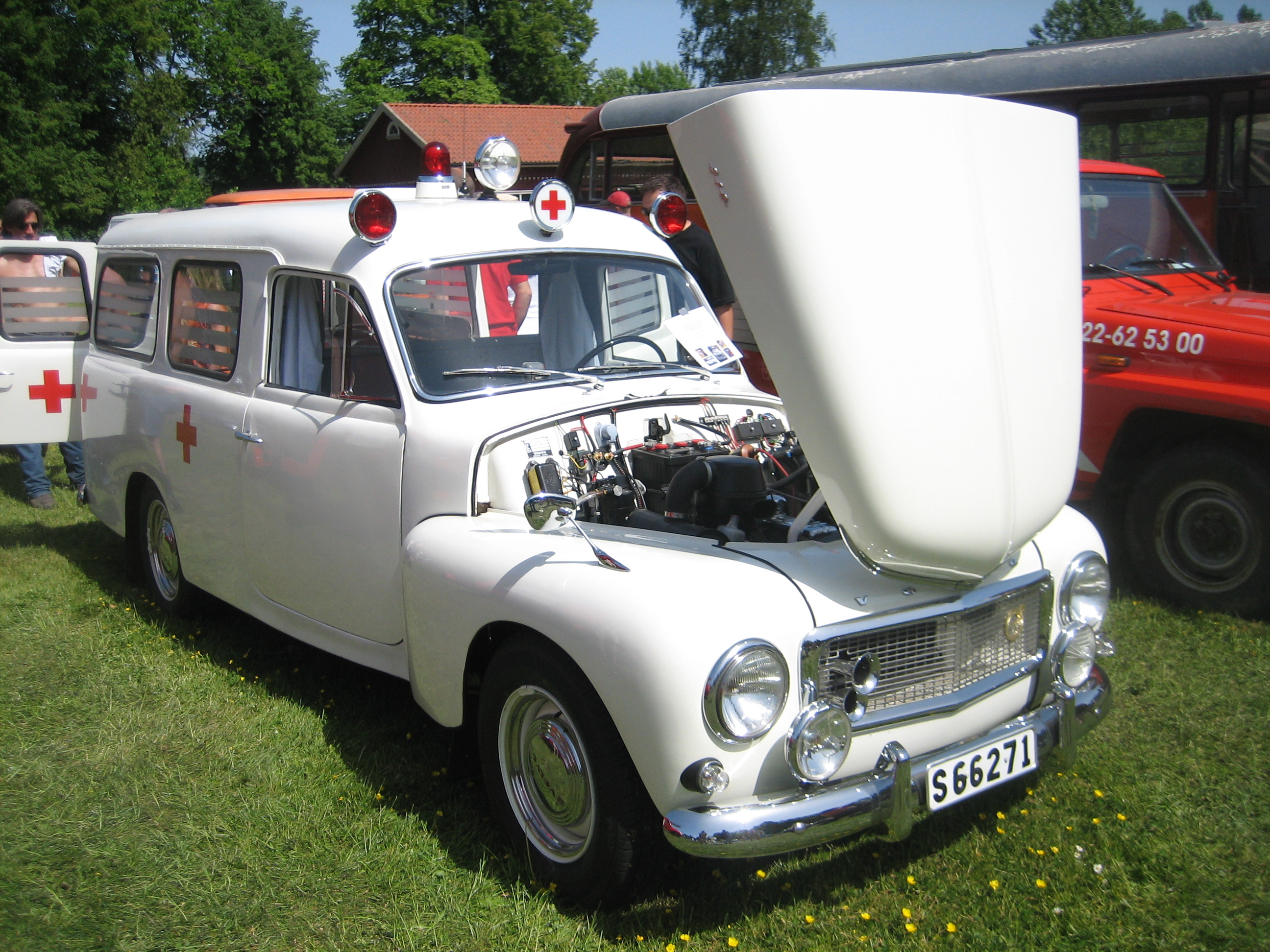
Volvo duett ambulance.